# 322
Évszázadok: 3. század – 4. század – 5. század
Évtizedek: 270-es évek – 280-as évek – 290-es évek – 300-as évek – 310-es évek – 320-as évek – 330-as évek – 340-es évek – 350-es évek – 360-as évek – 370-es évek
Évek: 317 – 318 – 319 – 320 –  321 – 322 – 323 – 324 – 325 – 326 – 327

## Események

### Római Birodalom
- A birodalom nyugati felében Petronius Probianust és Amnius Anicius Julianust választják consulnak (keleten nincsenek új consulok ebben az évben, post consulatum D.N. Licinii Augusti VI et Licinii Caesaris II).
- Constantinus császár legyőzi a Pannóniát (többek között Camponát) fosztogató szarmatákat.

### Kína
- Az ország kis részét ellenőrzése alatt tartó keleti Csin-dinasztia császára, Jüan ellen fellázad hadvezére, Vang Tun, aki állítása szerint csak a rossz tanácsadókat akarja elmozdítani. Legyőzi a császár seregét és kifosztja Csiankang fővárost. Ezt követően visszatér tartományába. Jüan  a vereség után megbetegszik és a következő év elején meghal.
- Az észak-kínai hsziungnu Han Csao állam császára, Liu Jao súlyosan megbetegszik. Hadvezére, Csen An azt hiszi, hogy halálán van és Csin tartományban kikiáltja függetlenségét. Liu Jao azonban felgyógyul és a következő évben leveri a lázadást.
- A két oldali, lovaglás közben használt kengyel első ismert ábrázolása egy Csin-korabeli sírban.

## Születések
- Csin Kang-ti, kínai császár

## Halálozások
- Jang Hszian-zsung, kínai császárné

## Fordítás
- Ez a szócikk részben vagy egészben  a(z)   322 című francia Wikipédia-szócikk ezen változatának fordításán alapul.  Az eredeti cikk szerkesztőit annak laptörténete sorolja fel. Ez a jelzés csupán a megfogalmazás eredetét és a szerzői jogokat jelzi, nem szolgál a cikkben szereplő információk forrásmegjelöléseként.